# Április 27.
Április 27. az év 117. (szökőévben 118.) napja a Gergely-naptár szerint. Az évből még 248 nap van hátra.
Névnapok: Zita, Mariann + Anasztáz, Árisz, Arisztid, Marianna, Péter, Pető, Petúnia, Pintyőke, Poppea, Tas, Tullia, Zazi, Zizi, Zetta

## Események

### Politikai események
- 1773 – A brit Parlament kiszabja a teatörvényt az amerikai gyarmatokra.
- 1909 – II. Abdul-Hamid szultánt megfosztják hatalmától és helyébe V. Mehmedet nevezik ki.
- 1915 – Torpedótalálat következtében elsüllyed a francia flotta egyik büszkesége, a Léon Gambetta páncélos cirkáló.
- 1960 – Togo független köztársasággá válik.
- 1992 – Szerbia és Montenegró megalakítja az új Jugoszláv Szövetségi Köztársaságot.
- 1994 – A NATO Katonai Bizottsága együttműködési ülést tart vezérkari főnöki szinten a NATO–központban.
- 1997 – Az ortodox húsvét ünnepén kihirdetik Teoctist bukaresti pátriárka – illetve a Szent Szinódus – döntését, miszerint az eddigi gyulai helynökséget püspöki rangra emeli.
- 2014 – A kereszténység történetében egyedülálló módon egyszerre két pápát avattak szentté, XXIII. Jánost és II. János Pált.[1]

### Tudományos és gazdasági események
- 1991 – Megnyílik a Cheviré híd.

### Kulturális események
- 2003 – Az alnémet (Plattdüütsch / platt / niederdeusch / plautdietsch) Wikipedia indulásának napja.

### Sportesemények
Formula–1
- 1975 –  spanyol nagydíj, Montjuich Park - Győztes: Jochen Mass  (McLaren Ford)
- 1986 –  San Marinó-i Nagydíj, Imola - Győztes: Alain Prost  (McLaren TAG Porsche Turbo)
- 1997 –  San Marinó-i Nagydíj, Imola - Győztes: Heinz-Harald Frentzen  (Williams Renault)
- 2008 –  spanyol nagydíj, Barcelona - Győztes: Kimi Räikkönen  (Ferrari)

### Egyéb események
- 1865 – a hajnali órákban erős detonáció következtében a Mississippi folyón elsüllyedt a mintegy 2450 katonával a fedélzetén a Sultána gőzhajó.

## Születések
- 1701 – III. Károly Emánuel szárd–piemonti király, († 1773)
- 1791 – Samuel Morse amerikai festőművész, feltaláló (Morse-távíró, Morse-ABC) († 1872)
- 1820 – Herbert Spencer angol filozófus († 1903)
- 1822 – Ulysses S. Grant tábornok, az Amerikai Egyesült Államok 18. elnöke, hivatalban 1869–1877-ig († 1885)
- 1827 – Kecskeméthy Aurél ügyvéd, újságíró, Görgei titkára, világutazó († 1877)
- 1839 – Viktor Schröter német nemzetiségű orosz építész († 1901)
- 1866 – Szamossy László magyar festőművész († 1909)
- 1881 – Esterházy Móric magyar arisztokrata, politikus, miniszterelnök († 1960)
- 1885 – Schandl József mezőgazdász, állatorvos, egyetemi tanár, MTA-tag († 1973)
- 1896 – Wallace Carothers amerikai vegyész, feltaláló, a legnagyobb áttörést jelentő találmánya a nylon volt, melyet 1937 februárjában szabadalmaztatott a DuPont vállalat († 1937)
- 1902 – Rudolf Schoeller svájci autóversenyző († 1978)
- 1903 – Jancsó Miklós Kossuth-díjas magyar gyógyszerész, hisztokémikus, fiziológus († 1966)
- 1907 – Homm Pál magyar színész, érdemes művész († 1987)
- 1908 – Carlo Felice Trossi (Comte Carlo Felice Trossi) olasz autóversenyző († 1949)
- 1914 – Russ Klar amerikai autóversenyző († 2005)
- 1927 – Sík Igor Balázs Béla-díjas magyar operatőr, a Magyar Televízió örökös tagja († 2012)
- 1928 – Marvin Pifer amerikai autóversenyző († 1974)
- 1929 – Nyina Ponomarjova, Európa-bajnok és kétszeres olimpiai bajnok szovjet-orosz diszkoszvető († 2016)
- 1931 – Igor Ojsztrah ukrán hegedűművész, David Ojsztrah fia († 2021)
- 1932 – Anouk Aimée francia színésznő („Egy férfi és egy nő)” († 2024)
- 1932 – Tadeusz Kaczorek lengyel villamosmérnök, matematikus, az MTA tagja
- 1937 – Szekeres Ilona magyar színésznő
- 1941 – Dobos Attila magyar zeneszerző, énekes, orvos († 2022)
- 1943 – Fritz József magyar matematikus, az MTA tagja
- 1943 – Helmut Marko osztrák autóversenyző
- 1945 – Sztevanovity Dusán szerb származású magyar dalszövegíró, dramaturg, zenész
- 1949 – Farkas Zsuzsa magyar színésznő
- 1951
  - Ace Frehley – amerikai gitáros, a Kiss együttes alapító tagja
  - Jim Justice amerikai üzletember és politikus
- 1952 – Pogány György magyar színész
- 1953 – Tokody Ilona Kossuth-díjas magyar opera-énekesnő, szoprán
- 1955 – Léa Linster Michelin-csillagos luxemburgi mesterszakácsnő
- 1959 – Andrew Fire amerikai biológus, genetikus, Nobel-díjas
- 1965 – Kocsis Mariann magyar színésznő
- 1979 – Montserrat Pujol andorrai atléta
- 1982 – Kovalcsuk Viktor magyar közgazdász
- 1984 – Patrick Stump amerikai zenész, zeneszerző és producer
- 1986 – Gyinara Mihajlovna Szafina tatár származású orosz teniszezőnő
- 1987 – William Moseley angol színész
- 1988 – Thato Batshegi botswanai ökölvívó
- 1997 – Sébastien Kouma mali úszó

## Halálozások
- 1521 – Ferdinand Magellan portugál felfedező (* 1480 körül)
- 1861 – Palóczy László liberális reformpolitikus, Borsod vármegye országgyűlési követe (* 1783)
- 1881 – Benedek Lajos magyar katonatiszt, császári és királyi táborszernagy (* 1804)
- 1882 – Ralph Waldo Emerson, amerikai esszéíró, költő, unitárius lelkész és a transzcendentalista mozgalom vezetője (* 1803)
- 1887 – Alfred Reumont német diplomata, történetíró (* 1808)
- 1891 – Joachim Oppenheim rabbi, író (* 1832)
- 1902 – Nemeskéri Kiss Miklós 48-as honvéd ezredes, emigráns politikus (* 1820)
- 1915 – Alekszandr Nyikolajevics Szkrjabin orosz zeneszerző, zongorista, a Muszorgszkij utáni orosz zene egyik legkiemelkedőbb tehetsége (* 1872)
- 1927 – Darányi Ignác jogász, agrárpolitikus, nagybirtokos, földművelésügyi miniszter (* 1849)
- 1928 – Alpár Ignác magyar műépítész (* 1855)
- 1936 – Karl Pearson angol matematikai statisztikus, a  modern statisztika alapjainak megteremtője (* 1857)
- 1937 – Antonio Gramsci olasz kommunista író, politikus (* 1891)
- 1946 – Basch Ferenc Antal a magyarországi Volksbund vezetője (* 1901)
- 1972 – Kwame Nkrumah afrikai politikus, a független Ghána első miniszterelnöke (* 1909)
- 1973 – Carlos Menditéguy (Carlos Alberto Menditeguy) argentin autóversenyző (* 1914)
- 1974 – Csanádi György magyar közlekedésmérnök, szakpolitikus, közlekedésügyi miniszter (* 1905)
- 1987 – Mojzes Mária magyar színésznő (* 1921)
- 1998 – Carlos Castaneda brazil antropológus, író, a neosámánizmus egyik elindítója (* 1925)
- 2002 – Ruth Handler (sz. Ruth Mosko) amerikai vállalkozó, a Barbie megalkotója (* 1916)
- 2014 – Buffó Rigó Sándor a 100 Tagú Cigányzenekar vezetője (* 1949)
- 2018 – Tóth Zoltán Jászai Mari-díjas magyar színész (* 1961)
- 2024 – Sándor Jolán magyar színésznő (* 1951)

## Nemzeti ünnepek, emléknapok, világnapok
- Szlovénia – Az ellenállás napja (a német, olasz, magyar megszállás ellen harcoló Felszabadítási Front 1941-es alapításának emléknapja).
- Holland Királyság: a király napja, Hollandia nemzeti ünnepe. Ha vasárnapra esik, akkor előtte szombaton tartják.
- Togo: a függetlenség napja (1960)
- Dél-afrikai Köztársaság - A szabadság napja, 1994

## Egyebek
- A Moszkva tér című magyar játékfilm története 1989-ben ezen a napon veszi kezdetét, a főszereplő Petya 18. születésnapján.